# Паль и Эрленд Торфиннссоны
Паль Торфиннсон (ум. ок. 1098) и Эрленд Торфиннссон (ум. ок. 1098) — ярлы-соправители Оркнейских островов (1064—1098), совместно правившие на Оркнейских и Шетландских островах. Упомянуты в «Саге об оркнейцах».

## Биография
Паль и Эрленд были сыновьями оркнейского ярла Торфинна Сигурдссона (1009—1064) и Ингеборги Финнсдоттир. Через Финна Арниссона и его жену Паль и Эрленд Торфиннссоны находились в родстве с норвежской королевской династией Хорфагеров. Матерью Ингеборги была Бергьют Хальвдансдоттир, племянница Олава Святого и Харальда Сурового.
В 1064 году после смерти своего отца Торфинна Сигурдссона братья Паль и Эрленд унаследовали Оркнейские и Шетландские острова, а также шотландскую область Кейтнесс.
В 1066 году оркнейские ярлы Паль и Эрленд Торфиннссоны со своими дружинами участвовали в неудачном военном походе норвежского короля Харальда Сурового на Англию. Высадившись в Англии, норвежская армия разбила английское ополчение в битве при Фулфорде. После занятия Йорка Харальд Суровый разделил свою армию: треть оставил для охраны кораблей, а с остальными силами высадился на побережье. На кораблях остались его сын Олав Тихий, а также ярлы Паль и Эрленд Торфиннссоны. Норвежская армия была разбита англосаксами в битве при Стамфорд-Бридже, а король Харальд Суровый погиб в этой битве. С разрешения англосаксонского короля Гарольда Годвинсона Олав Тихий с остатками норвежского войска покинул Англию. Олав Харальдссон Тихий перезимовал на Оркнейских островах и остался в дружеских отношениях с местными ярлами. Ингеборга, мать ярлов Паля и Эрленда, и Тора, наложница норвежского короля Харальда Хардраде, были двоюродными сестрами.
«Сага об оркнейцах» сообщает, что братья Паль и Эрленд были в хороших отношениях, пока их дети не достигли взрослого возраста. Споры между их сыновьями привели к ссоре и открытой вражде между братьями-соправителями.
Паль Торфиннссон был женат на дочери норвежского ярла Хакона Иварсона, от брака с которой у него было двое сыновей и четыре дочери. Из них наиболее известен будущий оркнейский ярл Хакон Пальссон (1103—1123).
Эрленд Торфиннссон женился на Торе, дочери Сумарлиди Оспакссона, у них было два сына и две дочери. Также у Эрленда была внебрачная дочь. Его старший сын, оркнейский ярл Магнус Эрлендссон (1106—1116), святой римско-католической церкви.
Неприятности между ярлами Палем и Эрлендом начались с соперничества между Хаконом Пальссоном и Эрлингом Эрлендссоном, братом Магнуса Святого. «Сага об оркнецах» сообщает, что «Хакон сын Паля хотел быть первым среди братьев и считал себя знатнее, чем сыновья Эрленда, будучи внуком ярла Хакона Иварссона и Рагнхильд, дочери конунга Магнуса Доброго». Гуннхильд, дочь ярла Эрленда, стала женой лендрманна Коле Калисона и матерью будущего оркнейского ярла Регнвальда Кали Кольссона. Под давлением своего дяди Эрленда и его сторонников Хакон Пальссон вынужден был покинуть Оркнейские острова. Он посетил Норвегию и Швецию. Согласно «Саге об оркнейцах», Хакон Пальссон убедил норвежского короля Магнуса Голоногого совершить поход на Оркнейские острова.
В 1098 году норвежский король Магнус III Голоногий с большим войском высадился на островах. Оркнейские ярлы Паль и Эрленд Торфиннссоны были арестованы и высланы в Норвегию. Магнус Голоногий назначил ярлом на островах своего сына Сигурда (будущего короля Норвегии Сигурда Крестоносца), заставив местных жителей присягнуть ему на верность. Затем Хакон Пальссон, Эрлинг и Магнус Эрлендссоны участвовали в военных походах Магнуса Голоногого на Гебридские острова, остров Мэн и Уэльс.
Оркнейские ярлы Паль и Эрленд Торфиннссоны больше никогда не вернулись на острова. Братья скончались в Норвегии, Эрленд был похоронен в Нидаросе, а Паль — в Бергене.